# Église Saint-Pierre de Salignac
Pour les articles homonymes, voir Église Saint-Pierre et Salignac.
L'église Saint-Pierre est une église catholique située à Salignac, en France.

## Localisation
L'église est située dans le département français de la Gironde, sur la commune de Salignac.

## Historique
L'édifice est inscrit au titre des monuments historiques en 2005.

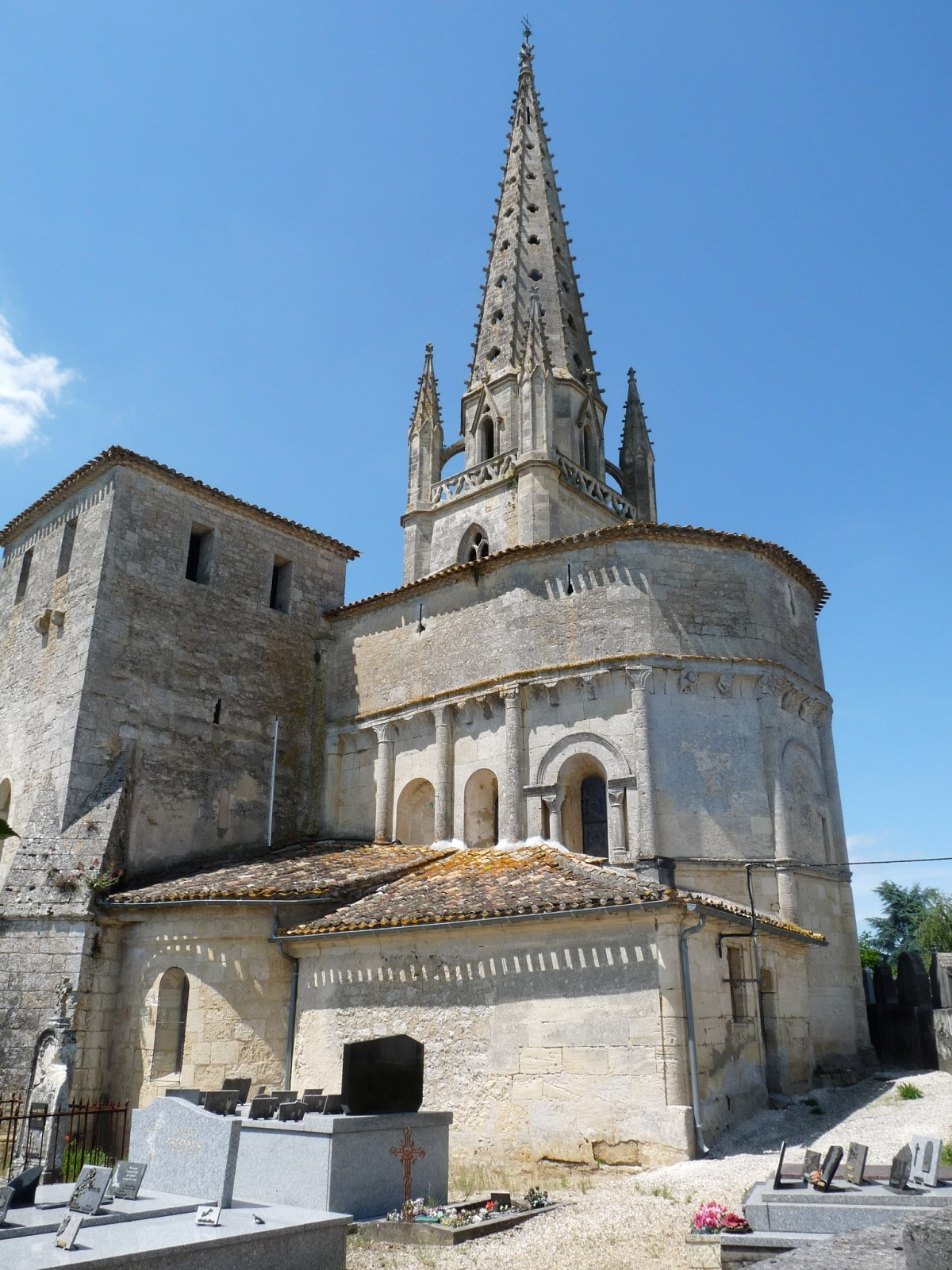
L'abside romane